# Ludwig Damminger
Ludwig Damminger (* 29. Oktober 1912 in Wörth am Rhein; † 4. Februar 1981 in Jockgrim) war ein deutscher Fußballspieler.

## Karriere

### Vereine
Damminger trat 17-jährig der ersten Mannschaft des FC Bavaria Wörth bei und spielte für diesen von 1930 bis 1934. Im Laufe seiner Vereinszugehörigkeit avancierte er schnell zum besten Mittelstürmer der Südpfalz, nicht zuletzt auch deshalb, weil er mit Abstand die Torschützenliste anführte. Da sein Talent nicht unentdeckt blieb, wurde er vom Karlsruher FV zur Saison 1934/35 verpflichtet, für den er in der Gauliga Baden – einer von zunächst 16, später auf 23 aufgestockten Gauligen zur Zeit des Nationalsozialismus als einheitlich höchste Spielklasse im Deutschen Reich – Punktspiele bestritt. Sein Debüt gab er im Oktober 1934 beim 2:0-Sieg gegen den VfR Mannheim; am Saisonende 1936/37 stieg er mit seiner Mannschaft in die Bezirksliga ab.
Die Saison 1938/39 – aufstiegsbedingt – spielte er wieder in der Gauliga Baden, ab der Folgesaison in der Gruppe Mittelbaden, bevor am Saisonende 1940/41 der erneute Abstieg in die Bezirksliga folgte. Die Saison 1943/44 spielte er nach erneutem Aufstieg nunmehr in der Gruppe Mittelbaden der Gauliga Baden.
Zum Wehrdienst herangezogen, diente er als Soldat im Zweiten Weltkrieg, sodass seine Karriere vorerst beendet war. Mit schweren Verwundungen (Nieren- und Oberschenkeldurchschuss) und nach langer sowjetischer Kriegsgefangenschaft in seine Heimat zurückgekehrt, spielte er 1948 als 36-Jähriger für die TSG Jockgrim in der Landesliga. Später bewährte er sich als Spielertrainer in Wörth (1955–1957), Hagenbach, Neuburg, Rheinzabern und Neupotz.

### Nationalmannschaft
Als in den dreißiger Jahren die Stuttgarter Kickers ihr Meisterschaftsspiel gegen den Karlsruher FV austrugen, war Damminger nicht zu bremsen und so bat ihn Reichstrainer Otto Nerz, der sich unter den Zuschauern befunden hatte, zum Gespräch und lud ihn alsbald zu einem Lehrgang ein.
Am 28. April 1935 bestritt er in Brüssel, beim 6:1-Sieg der A-Nationalmannschaft über die Nationalmannschaft Belgiens, sein erstes Länderspiel für den DFB und erzielte mit den Treffern zum 4:1 in der 72. und 6:1 in der 85. Minute seine ersten beiden Tore. Am 8. Mai und am 15. September desselben Jahres kam er beim 3:1-Sieg über die Nationalmannschaft Irlands in Dortmund, bei dem er zwei weitere Tore erzielte, und beim  5:0-Sieg über die Nationalmannschaft Estlands in Stettin, bei dem er das Tor zum Endstand in der 81. Minute erzielte, zum Einsatz. Die Sportpresse titelte: “Gegen den linken Haxen von Damminger ist kein Kraut gewachsen!”

## Sonstiges
Damminger, gelernter Mechaniker und einziger Nationalspieler des FC Bavaria Wörth, gilt als wohl bester Spieler, der je das blau-weiße Bavaria Trikot getragen hat; er starb 1981 im Alter von 68 Jahren – für seine zahlreichen Freunde völlig unerwartet – in seiner Wahlheimat Jockgrim, wo er auch seine letzte Ruhestätte fand.